# EVER BLUE (redballoonのアルバム)
「EVER BLUE」（エバー ブルー）は、音楽バンドredballoonの2枚目のアルバムである。

## 解説
- 前作「FIRST STORY」から1年でのアルバムとなる。

## 収録曲
1. サンセット・スーパーノヴァ
作詞：浅田信一、作曲：村屋光二、編曲：redballoon
2. グローリー
作詞・作曲：村屋光二、編曲：redballoon
3. 気まぐれなオレンジ
作詞：堂島孝平、作曲：村屋光二、編曲：redballoon
4. ヤングクリーチャーズ
作詞：堂島孝平、作曲：村屋光二、編曲：redballoon
5. キズナ
作詞：浜崎貴司、作曲：村屋光二、編曲：redballoon
6. 季節の旅人
作詞：浅田信一、作曲：村屋光二、編曲：redballoon
7. 迷い路
作詞：森山公一、作曲：村屋光二、編曲：redballoon
8. ドラマチック
作詞・作曲：村屋光二、編曲：redballoon
9. 青春の詩
作詞：浜崎貴司、作曲：村屋光二、編曲：redballoon
6thシングル表題曲。
10. RUN
作詞・作曲：村屋光二、編曲：redballoon
11. 冬のセツナ
作詞：浜崎貴司、作曲：村屋光二、編曲：redballoon
12. 旅立ちの日に
作詞：小嶋登 作曲：坂本浩美 編曲：河野圭
5thシングル表題曲。